# Prensa Española
Prensa Española fue un grupo editorial español, fundado en 1909 y editor del diario ABC. En 2001 se fusionó con el Grupo Correo (Vocento).

## Historia
La empresa, una sociedad anónima, fue constituida en 1909, como un proyecto de Torcuato Luca de Tena. Enrique Mariné fue secretario general. En la editorial quedaron englobadas las dos publicaciones previas del empresario sevillano: Blanco y Negro, revista que había aparecido por primera vez en 1891, y ABC, periódico fundado en 1903 como semanario y publicado desde 1905 como diario.
Tuvo su sede hasta 1989 en el edificio ABC Serrano, año en que se trasladó a la calle de Josefa Valcárcel n.º 7, más adelante renombrada como calle de Juan Ignacio Luca de Tena.
En 1909, Prensa Española incorporó al grupo el semanario satírico Gedeón, fundado en 1895, al ser adquirido a cambio de la suma simbólica de una peseta por Luca de Tena. También formaron parte del conglomerado editorial durante estos primeros años publicaciones como El Teatro, Actualidades, Los Toros, Ecos. Diario de la noche y Gente menuda.
Tras la muerte de Torcuato la presidencia del consejo de administración fue heredada por su hijo Juan Ignacio Luca de Tena. Unos años después de la guerra civil, en 1944, Juan Ignacio Luca de Tena fue destituido como consejero y presidente del consejo de administración del grupo por orden de la dictadura, volviendo cuatro años más tarde, en 1948. En 1972, Guillermo Luca de Tena, hijo de Juan Ignacio, fue nombrado presidente del consejo de administración, puesto que conservó hasta 1998, cuando pasó a manos de su sobrino Nemesio Fernández-Cuesta y Luca de Tena. En 2001, Prensa Española fue absorbida por el Grupo Correo. En mayo de 2003 el producto de esta fusión pasó a denominarse Vocento.